# Extertal
Extertal – miejscowość i gmina w zachodnich Niemczech, w kraju związkowym Nadrenia Północna-Westfalia, w rejencji Detmold, w powiecie Lippe.

## Współpraca
Miejscowość partnerska:
- Tangerhütte, Saksonia-Anhalt